# IBK Industrial Bank Altos Volleyball Club 2015-2016
Questa voce raccoglie le informazioni riguardanti l'IBK Industrial Bank Altos Volleyball Club nella stagione 2015-2016.

## Organigramma societario
Area direttiva
- Presidente: Gwon Seon-ju
- Direttore: Kim Do-jin

Area organizzativa
- Interprete: Heo Jeong-hwa
- Responsabile: Kim Ju-hye

Area tecnica
- Primo allenatore: Lee Jung-chul
- Secondo allenatore: Son Jae-hong, Im Seong-han
- Allenatore: Kim Jun-hyeon, Yu Ri-na
- Statistico: Kim Tae-yeong

## Rosa
| N° | Nome              | Ruolo | Data di nascita   | Nazionalità sportiva |
| -- | ----------------- | ----- | ----------------- | -------------------- |
| 1  | Bieon Ji-su       | C     | 1º marzo 1997     | Corea del Sud        |
| 3  | Kim Ha-kyung      | P     | 15 novembre 1996  | Corea del Sud        |
| 4  | Kim Hee-jin       | C/O   | 29 aprile 1991    | Corea del Sud        |
| 5  | Kim Yu-ju         | L     | 10 giugno 1997    | Corea del Sud        |
| 6  | Elizabeth McMahon | S/O   | 23 febbraio 1993  | Stati Uniti          |
| 7  | Choe Eun-ji       | S/O   | 7 giugno 1992     | Corea del Sud        |
| 8  | Nam Jie-youn      | L     | 25 maggio 1983    | Corea del Sud        |
| 9  | Kim Sa-nee        | P     | 21 giugno 1981    | Corea del Sud        |
| 10 | Park Jeong-ah     | S     | 26 marzo 1993     | Corea del Sud        |
| 11 | Jeon Sae-yan      | S     | 27 novembre 1996  | Corea del Sud        |
| 12 | Chae Seon-ah      | S     | 8 giugno 1992     | Corea del Sud        |
| 13 | Lee Yun-jeong     | P     | 22 marzo 1997     | Corea del Sud        |
| 14 | Yu Hui-ok         | C     | 12 ottobre 1989   | Corea del Sud        |
| 15 | Kang Da-yeong     | S     | 3 gennaio 1996    | Corea del Sud        |
| 16 | No Ran            | L     | 17 marzo 1994     | Corea del Sud        |
| 17 | Baek Mi-eun       | S     | 8 aprile 1997     | Corea del Sud        |
| 18 | Kim Yu-ri         | C     | 11 settembre 1991 | Corea del Sud        |

## Mercato
| Acquisti | Acquisti          | Acquisti              | Acquisti   |
| R.       | Nome              | da                    | Modalità   |
| -------- | ----------------- | --------------------- | ---------- |
| C        | Bieon Ji-su       | Sunmyung Girls' HS    | definitivo |
| P        | Kim Yu-ju         | Wongok HS             | definitivo |
| S/O      | Elizabeth McMahon | Valencianas de Juncos | definitivo |
| P        | Lee Yun-jeong     | Mokpo Girls' CHS      | definitivo |
| S        | Kang Da-yeong     | Yongsan HS            | definitivo |
| S        | Baek Mi-eun       | Jeonju Geunyoung GHS  | definitivo |

| Cessioni | Cessioni        | Cessioni | Cessioni |
| R.       | Nome            | a        | Modalità |
| -------- | --------------- | -------- | -------- |
| L        | Gwon Hye-rim    | -        | ritirata |
| P        | Lee So-jin      | -        | ritirata |
| C        | Kim Eon-hye     | -        | ritirata |
| S        | Hwang Yun-jeong | -        | ritirata |
| S/O      | Destinee Hooker | -        | ritirata |

## Risultati

### V-League

#### Regular season

##### Primo round
| 12 ottobre 2015 Chonghap Silnae Cheyukgwan, Hwaseong | IBK Altos         | 0 - 3 | GS Caltex Seoul   | 20-25, 15-25, 25-27        |
| 17 ottobre 2015 Gyeyang Cheyukgwan, Incheon          | Pink Spiders      | 0 - 3 | IBK Altos         | 23-25, 16-25, 23-25        |
| 20 ottobre 2015 Chungmu Cheyukgwan, Daejeon          | KGC Ginseng       | 1 - 3 | IBK Altos         | 16-25, 25-27, 25-18, 13-25 |
| 28 ottobre 2015 Suwon Cheyukgwan, Suwon              | Hyundai Hillstate | 3 - 1 | IBK Altos         | 25-18, 21-25, 25-19, 25-12 |
| 31 ottobre 2015 Chonghap Silnae Cheyukgwan, Hwaseong | IBK Altos         | 1 - 3 | Gyeongbuk Hi-Pass | 21-25, 27-29, 25-17, 17-25 |

##### Secondo round
| 4 novembre 2015 Chonghap Silnae Cheyukgwan, Hwaseong  | IBK Altos         | 3 - 0 | KGC Ginseng       | 25-20, 25-9, 25-16               |
| 10 novembre 2015 Jangchung Cheyukgwan, Seul           | GS Caltex Seoul   | 0 - 3 | IBK Altos         | 23-25, 19-25, 23-25              |
| 14 novembre 2015 Chonghap Silnae Cheyukgwan, Hwaseong | IBK Altos         | 3 - 0 | Pink Spiders      | 25-17, 27-25, 25-14              |
| 22 novembre 2015 Gimcheon Silnae Cheyukgwan, Gimcheon | Gyeongbuk Hi-Pass | 3 - 0 | IBK Altos         | 25-13, 25-13, 25-13              |
| 25 novembre 2015 Chonghap Silnae Cheyukgwan, Hwaseong | IBK Altos         | 2 - 3 | Hyundai Hillstate | 21-25, 17-25, 25-20, 25-19, 3-15 |

##### Terzo round
| 30 novembre 2015 Chonghap Silnae Cheyukgwan, Hwaseong | IBK Altos         | 3 - 0 | GS Caltex Seoul | 25-15, 26-24, 25-9         |
| 5 dicembre 2015 Suwon Cheyukgwan, Suwon               | Hyundai Hillstate | 3 - 0 | IBK Altos       | 25-22, 25-15, 25-13        |
| 13 dicembre 2015 Chonghap Silnae Cheyukgwan, Hwaseong | IBK Altos         | 3 - 1 | Pink Spiders    | 25-27, 25-19, 25-20, 25-16 |
| 16 dicembre 2015 Chonghap Silnae Cheyukgwan, Hwaseong | IBK Altos         | 3 - 0 | KGC Ginseng     | 25-20, 25-18, 25-20        |
| 19 dicembre 2015 Gimcheon Silnae Cheyukgwan, Gimcheon | Gyeongbuk Hi-Pass | 1 - 3 | IBK Altos       | 23-25, 18-25, 25-21, 8-25  |

##### Quarto round
| 2 gennaio 2016 Jangchung Cheyukgwan, Seul            | GS Caltex Seoul | 0 - 3 | IBK Altos         | 20-25, 22-25, 13-25        |
| 5 gennaio 2016 Chonghap Silnae Cheyukgwan, Hwaseong  | IBK Altos       | 3 - 1 | Gyeongbuk Hi-Pass | 25-22, 19-25, 25-18, 25-19 |
| 9 gennaio 2016 Chungmu Cheyukgwan, Daejeon           | KGC Ginseng     | 0 - 3 | IBK Altos         | 19-25, 19-25, 21-25        |
| 12 gennaio 2016 Gyeyang Cheyukgwan, Incheon          | Pink Spiders    | 0 - 3 | IBK Altos         | 21-25, 19-25, 24-26        |
| 18 gennaio 2016 Chonghap Silnae Cheyukgwan, Hwaseong | IBK Altos       | 3 - 0 | Hyundai Hillstate | 25-15, 25-15, 25-17        |

##### Quinto round
| 21 gennaio 2016 Chonghap Silnae Cheyukgwan, Hwaseong | IBK Altos         | 3 - 0 | KGC Ginseng       | 25-16, 25-12, 25-22               |
| 25 gennaio 2016 Gyeyang Cheyukgwan, Incheon          | Pink Spiders      | 2 - 3 | IBK Altos         | 25-22, 23-25, 17-25, 25-20, 12-15 |
| 30 gennaio 2016 Jangchung Cheyukgwan, Seul           | GS Caltex Seoul   | 2 - 3 | IBK Altos         | 21-25, 25-14, 25-15, 20-25, 9-15  |
| 7 febbraio 2016 Suwon Cheyukgwan, Suwon              | Hyundai Hillstate | 1 - 3 | IBK Altos         | 19-25, 15-25, 25-22, 20-25        |
| 9 febbraio 2016 Chonghap Silnae Cheyukgwan, Hwaseong | IBK Altos         | 1 - 3 | Gyeongbuk Hi-Pass | 22-25, 25-23, 17-25, 17-25        |

##### Sesto round
| 14 febbraio 2016 Chonghap Silnae Cheyukgwan, Hwaseong | IBK Altos         | 1 - 3 | Pink Spiders      | 19-25, 25-22, 22-25, 23-25        |
| 25 febbraio 2016 Gimcheon Silnae Cheyukgwan, Gimcheon | Gyeongbuk Hi-Pass | 3 - 2 | IBK Altos         | 25-23, 22-25, 25-22, 18-25, 15-10 |
| 27 febbraio 2016 Chonghap Silnae Cheyukgwan, Hwaseong | IBK Altos         | 3 - 2 | Hyundai Hillstate | 25-18, 14-25, 18-25, 25-13, 15-10 |
| 2 marzo 2016 Chungmu Cheyukgwan, Daejeon              | KGC Ginseng       | 0 - 3 | IBK Altos         | 21-25, 23-25, 17-25               |
| 6 marzo 2016 Chonghap Silnae Cheyukgwan, Hwaseong     | IBK Altos         | 1 - 3 | GS Caltex Seoul   | 25-20, 16-25, 18-25, 20-25        |

#### Play-off scudetto
| Finale (gara 1) - 17 marzo 2016 Chonghap Silnae Cheyukgwan, Hwaseong | IBK Altos         | 0 - 3 | Hyundai Hillstate | 18-25, 23-25, 17-25 |
| Finale (gara 2) - 19 marzo 2016 Chonghap Silnae Cheyukgwan, Hwaseong | IBK Altos         | 0 - 3 | Hyundai Hillstate | 14-25, 21-25, 21-25 |
| Finale (gara 3) - 21 marzo 2016 Suwon Cheyukgwan, Suwon              | Hyundai Hillstate | 3 - 0 | IBK Altos         | 25-22, 25-20, 25-18 |

### Coppa KOVO

#### Fase a gironi
| 2ª giornata - 14 luglio 2015 Cheongju Silnae Cheyukgwan, Cheongju | Pink Spiders | 0 - 3 | IBK Altos       | 21-25, 24-26, 20-25        |
| 3ª giornata - 16 luglio 2015 Cheongju Silnae Cheyukgwan, Cheongju | IBK Altos    | 3 - 1 | GS Caltex Seoul | 25-21, 25-18, 23-25, 26-24 |

#### Fase a eliminazione diretta
| Semifinale - 17 luglio 2015 Cheongju Silnae Cheyukgwan, Cheongju | Hyundai Hillstate | 3 - 1 | Pink Spiders | 25-20, 26-24, 12-25, 25-23        |
| Finale - 19 luglio 2015 Cheongju Silnae Cheyukgwan, Cheongju     | Hyundai Hillstate | 2 - 3 | IBK Altos    | 25-21, 23-25, 25-23, 21-25, 11-15 |

## Statistiche

### Statistiche di squadra
| Competizione | Punti | In casa | In casa | In casa | In trasferta | In trasferta | In trasferta | Totale | Totale | Totale |
| Competizione | Punti | G       | V       | P       | G            | V            | P            | G      | V      | P      |
| ------------ | ----- | ------- | ------- | ------- | ------------ | ------------ | ------------ | ------ | ------ | ------ |
| V-League     | 59    | 17      | 9       | 8       | 16           | 11           | 5            | 33     | 20     | 13     |
| Coppa KOVO   | -     | -       | -       | -       | -            | -            | -            | 4      | 4      | 0      |
| Totale       | -     | 17      | 9       | 8       | 16           | 11           | 5            | 37     | 27     | 13     |

G = partite giocate; V = partite vinte; P = partite perse

### Statistiche dei giocatori
| Giocatore  | Campionato | Campionato | Campionato | Campionato | Campionato | Coppa KOVO | Coppa KOVO | Coppa KOVO | Coppa KOVO | Coppa KOVO | Totale | Totale | Totale | Totale | Totale |
| Giocatore  | P          | PT         | AV         | MV         | BV         | P          | PT         | AV         | MV         | BV         | P      | PT     | AV     | MV     | BV     |
| ---------- | ---------- | ---------- | ---------- | ---------- | ---------- | ---------- | ---------- | ---------- | ---------- | ---------- | ------ | ------ | ------ | ------ | ------ |
| Baek M.e.  | 1          | 0          | 0          | 0          | 0          | -          | -          | -          | -          | -          | 1      | 0      | 0      | 0      | 0      |
| Bieon J.s. | 6          | 7          | 4          | 1          | 2          | -          | -          | -          | -          | -          | 6      | 7      | 4      | 1      | 2      |
| Chae S.a.  | 24         | 44         | 33         | 4          | 7          | 4          | 13         | 9          | 1          | 3          | 28     | 57     | 42     | 5      | 10     |
| Choe E.j.  | 5          | 34         | 31         | 2          | 1          | 1          | 0          | 0          | 0          | 0          | 6      | 34     | 31     | 2      | 1      |
| Jeon S.y.  | 29         | 72         | 40         | 16         | 16         | 4          | 5          | 5          | 0          | 0          | 33     | 77     | 45     | 16     | 16     |
| Kang D.y.  | 0          | 0          | 0          | 0          | 0          | 0          | 0          | 0          | 0          | 0          | 0      | 0      | 0      | 0      | 0      |
| Kim Ha-k.  | 17         | 1          | 0          | 0          | 1          | 3          | 0          | 0          | 0          | 0          | 20     | 1      | 0      | 0      | 1      |
| Kim He.j.  | 24         | 348        | 271        | 49         | 28         | 4          | 121        | 109        | 10         | 2          | 28     | 469    | 380    | 59     | 30     |
| Kim S.n.   | 29         | 56         | 25         | 23         | 8          | 4          | 7          | 6          | 0          | 1          | 33     | 63     | 31     | 23     | 9      |
| Kim Yu-j.  | 25         | 5          | 0          | 0          | 5          | -          | -          | -          | -          | -          | 25     | 5      | 0      | 0      | 5      |
| Kim Yu-r.  | 29         | 160        | 97         | 47         | 16         | 4          | 29         | 17         | 5          | 7          | 33     | 189    | 114    | 52     | 23     |
| Lee Y.j.   | 0          | 0          | 0          | 0          | 0          | -          | -          | -          | -          | -          | 0      | 0      | 0      | 0      | 0      |
| E. McMahon | 27         | 727        | 650        | 51         | 26         | -          | -          | -          | -          | -          | 27     | 727    | 650    | 51     | 26     |
| Nam J.y.   | 29         | 0          | 0          | 0          | 0          | 4          | 0          | 0          | 0          | 0          | 33     | 0      | 0      | 0      | 0      |
| No R.      | 27         | 2          | 0          | 0          | 2          | 4          | 0          | 0          | 0          | 0          | 31     | 2      | 0      | 0      | 2      |
| Park J.a.  | 29         | 358        | 290        | 50         | 18         | 4          | 70         | 59         | 10         | 1          | 33     | 428    | 349    | 60     | 19     |
| Yu H.o.    | 16         | 15         | 9          | 6          | 0          | 4          | 18         | 10         | 4          | 4          | 20     | 33     | 19     | 10     | 4      |

P = presenze; PT = punti totali; AV = attacchi vincenti; MV = muri vincenti; BV = battute vincenti